# Reinhold von Werner
Reinhold Werner, né le 10 mai 1825 à Weferlingen, près de Magdebourg, et mort le 26 février 1909 à Wiesbaden est un officier de marine prussien qui fut en fin de carrière vizeadmiral de la Kaiserliche Marine. C'était aussi un écrivain d'histoire navale. Il fut anobli en 1901 et eut le droit de faire précéder son nom de famille de la particule von.

## Biographie
Werner a commencé sa carrière à Hambourg en 1842 sur un navire marchand. Il devient officier auxiliaire en 1849 dans la marine allemande. Lorsque celle-ci est supprimée, il devient lieutenant de vaisseau en 1852 dans la marine royale prussienne, à l'âge de vingt-deux ans, et il est nommé capitaine-lieutenant en 1856.
Il fait partie de l'expédition d'Extrême-Orient de 1859 à 1862, où il commande le navire Elbe.
Werner commande la corvette à vapeur Nymphe au déclenchement de la guerre des Duchés de 1864 contre le Danemark, et se distingue à la bataille navale de Jasmund, le 17 mars. Il est donc nommé korvettenkapitän et prend le commandement en 1866 de l'Arminius, grâce auquel il s'empare des forteresses hanovriennes (le Hanovre étant allié de l'Autriche) sur l'Elbe, la Weser et l'Ems. Il participe au siège de Hanovre sous le commandement du général von Manteuffel. Ensuite, de 1867 à 1869, Werner est directeur des chantiers navals de Dantzig, puis il commande la frégate blindée Kronprinz de conception toute nouvelle. Il est nommé capitaine de vaisseau en 1870. Il sort plusieurs fois de Wilhelmshaven à bord de la Kronprinz pour échanger des tirs contre la flotte française qui organise un blocus.
Le capitaine Werner est envoyé en 1873 à la tête d'une escadre de cinq navires aux Caraïbes. Celle-ci comprend les SMS Friedrich Carl (navire amiral), SMS Elisabeth, SMS Albatroß et SMS Vineta, mais une fois arrivé, il reçoit l'ordre d'aller en Espagne, afin d'assurer la protection des ressortissants allemands pendant la révolution espagnole. Seul l'Albatroß demeure aux Caraïbes. La Première République espagnole de 1873 provoque des troubles révolutionnaires. Le capitaine Werner se joint à un escadron britannique, dont il prend la tête, pour patrouiller le long des côtes méridionales espagnoles. Un groupe rebelle de l'Armada s'est emparé de quatre des sept navires blindés espagnols et Werner arrive à en bloquer deux au port de Carthagène, après qu'ils eurent tiré sur une ville côtière. La SMS Friedrich Carl s'empare aussi de la Vigilante aux mains des insurgés et la donne au gouvernement espagnol. Ensuite Werner donne l'ordre à la SMS Friedrich Carl et au navire anglais HMS Swiftsure d'ouvrir le feu sur les navires rebelles Vitoria et Almansa, sans attendre les ordres de Berlin et de Londres. Les navires sont eux-aussi donnés au gouvernement espagnol. Finalement les rebelles se rendent et la SMS Friedrich Carl retourne en Allemagne.
Cependant, une fois arrivé en Allemagne, le chancelier Bismarck menace le capitaine Werner de la cour martiale, car celui-ci a outrepassé ses droits pendant l'intervention espagnole. Il est relevé de son commandement et le « chancelier de fer » interdit désormais ce qu'on appellera plus tard la « politique de la canonnière ». Werner a toutefois l'appui de l'empereur Guillaume Ier et de son petit-fils, le véritable fondateur plus tard de la marine impériale allemande avec Alfred von Tirpitz. Ils ne peuvent pourtant déjuger les décisions de Bismarck. Werner ne reçoit plus dès lors que des commandements à terre. Il est affecté aux chantiers navals de Wilhelmshaven pendant un an, puis il est transféré à la base navale de Kiel. Commence alors une période d'opposition entre Werner et son supérieur hiérarchique Stosch qui a pris le parti de Bismarck, bien qu'il fût en désaccord avec ce dernier à propos de sa politique intérieure. Werner est cependant nommé contre-amiral en 1875, mais les deux officiers s'opposent une fois de plus après la collision entre le SMS König Wilhelm et le SMS Großer Kurfürst dont ils se renvoient la responsabilité, Werner accusant le contre-amiral Batsch, protégé de Stosch. Le contre-amiral Werner institue une commission d'enquête dont les conclusions sont critiques à l'égard de la politique de Stosch. Ce dernier se défend en accusant Werner, qui est forcé à la retraite anticipée, le 15 octobre 1878, en dépit de sa popularité.
Werner se consacre désormais à l'écriture d'ouvrages historiques, soutenant l'effort naval allemand, qui en quelques années parvient à concurrencer la flotte britannique.
La marine impériale allemande le nomme vizeadmiral sous le règne de Guillaume II en 1898.

## Œuvres
Werner est le fondateur en 1864 du périodique Hansa (Zeitschrift für See- und Rettungswesen)
- Die preußische Marine: ihre Beteilung am Deutsch-Dänischen Kriege, ihre Bedeutung und Zukunft, Berlin, 1864 (publication anonyme)
- Atlas des Seewesens, Leipzig, 1871
- Die preußische Expedition nach China, Japan und Siam, Leipzig, 1873
- Der Peter von Danzig. Historische Erzählung aus der Zeit der Hanse, 1882
- Auf See und an Land, Berlin, 1884
- Drei Monate an der Sklavenküste, Stuttgart, 1885
- Dirk Mallinger, Leipzig, 1888
- Auf fernen Meeren und daheim, Berlin, 1893
- Neue Seemannsbücher, Berlin, 1895
- Salzwasser: Erzählungen aus dem Seeleben, Berlin, 1897
- Erinnerungen und Bilder aus dem Seebilder, Berlin, 1898
- Bilder aus der deutschen Seekriegsgeschichte von Germanicus bis Kaiser Wilhelm II, Munich, 1898
- Admiral Karpfanger. Eine Erzählung aus Hamburgs Vorzeit, 1900
- Deutschland Ehr im Weltmeer, 1902
- Eine erste Seereise, Berlin
- Im Boot auf dem Ozean und andere Erzählungen, Berlin